# Buska, Nora
Buska är en by i Nora socken, Uppland, Heby kommun.
Buska omtalas i dokument första gången 1454 ("i Buka", 1518 "j bwska"). Äldsta jordeboken från 1541 upptar ett skattehemman om 4 öresland med en skatteutjord i Nordmyra. Troligen är byn avsöndrad från Nordmyra. Namnet är en pluralform av buske, åsyftande buskvegetation.
Bland bebyggelser på ägorna märks Kråknäset, ett torp på en skogbevuxen udde i myrkomplexet mellan Nordmyra och Gäddsjö, omtalat redan 1415 ("i krakanæs"). Torpet har i senare tid även kallats Björkebo. Busks, dokumenterat från 1600-talet var ryttartorp för soldaten Busk vid livregementet till häst. Drängsbo, omtalat första gången 1409 ("i drengusabodum") var under 1500-talet ett halvt mantal skatte. Det har saknat bebyggelse sedan slutet av 1600-talet, underlades Buska enligt jordeboken 1715 och avfördes ur jordeboken 1853. Ett område söder om Buska kallas dock fortfarande Drängsbo eller Drängsbotomten. Förnamnet är troligen det sällsynta mansnamnet Drengus, som dock förekommer i just Nora socken i ett dokument från 1377. Grinda var ett torp mot gränsen mot Bengtsbo. En grind har funnits över vägen här. Torpet övergavs redan 1838. Skeppsmyran var under 1800- och 1900-talet ett nu försvunnet torp.